# Károlyi Ferenc
Gróf nagykárolyi Károlyi Ferenc (Olcsva, 1705. június 20. – Nagykároly, 1758. augusztus 14.) Szatmár vármegye örökös főispánja, valóságos belső titkos tanácsos.

## Élete
Gróf Károlyi Sándor tábornagy és gróf szalai Barkóczy Krisztina fia. Hatéves koráig csak nagy ritkán láthatta a táborozásokban elfoglalt atyját és így édesanyja gondjai alatt nevelkedett; 1711-ben azonban édesapja vette át a nevelését. 1712-ben és 1714 őszén ismételten fölvitte magával a pozsonyi diétára, hogy annak tartamára a nagyszombati intézetben mint rendkívüli tanulót ideiglenesen fölvétesse. Károlyi itten 1715-től 1721-ig hat iskolai (retorikai) osztályt végzett; Szuhányi Márton volt első nevelője, akit 1717. április 25-én Kaposváry Mátyás teológus váltott fel, 1719. május 15-én pedig Gányi Ferenc lett a nevelő. 1721. július 24-én neveztetett ki Szatmár vármegye főispánjává és 1722. február 25-én tartatott meg illő pompával a beiktatás. 1723-tól a bölcseletet tanulta Nagykárolyban Tagányi Béla piarista rendtag vezetése mellett. 1726. augusztus 25-én egybekelt gróf Csáky Krisztinával. Az 1733. évi háború kitörése előtt atyja 1734-ben egy lovasezredet állított ki és szereltetett föl; ahová április 13-án Károlyi főezredessé neveztetett ki és 1738-ban az ezred tulajdonosa lett. Több hadjáratban vett részt. 1739-ben a török háború elején lovassági tábornok, 1741-ben altábornagy, 1744-ben a tiszáninneni részek főparancsnoka, 1745. szeptember 3-án valóságos belső titkos tanácsos, november 23-án a Hétszemélyes Tábla közbírája, 1748-ban pedig lovassági vezér lett a Mária Terézia és I. Ferenc német-római császár összes lovasezredei fölött; utóbb királyi főasztalnokmesterré neveztetett ki. A török által elpusztított Nyíregyházát ő telepítette meg újra. 1755-ben a közművelődés előmozdítására Nagykárolyban könyvnyomdát állított fel.
Éble egy latin diákkori költeményét közli.
Fia Károlyi Antal tábornok.

## Munkái
- Accusata et defensa Sanctorum Cyrilli et Friderici innocentia. Nagyszombat, 1721 (A többi fiatal rétorokkal az osztálytanító felügyelete alatt dolgozta ki, s a munka nagyobb részét ő írta.)
- A szent Bibliában lévő historiák s arra megkivántató idő szám tábláknak rövid summája. Mellyeket, bizonyos franczia könyvekből … az elmult farsangban, maga mulatságából magyarul fordított, s édes nemzete hasznára, tulajdon maga, sőt maradéki örökös typographiájában kinyomtattatott. Nagy-Károly, 1757 (2. kiadás. uo, 1759. és még több kiadást ért meg).
- A szent Bibliában lévő historiák tanulásának igen könnyű módja a közönséges és nevezetesebb konciliomok; s ó testamentomban lévelt eretnekségnek historiájának rövid le irásával együtt, melyet bizonyos franczia könyvecskéből … édes nemzete hasznára magyarul fordított. uo, 1758
- Számos levele maradt hátra a Károlyi nemzetség levéltárában, csekély kivétellel mind magyarul; ezek becses anyagot nyújtanak közműveltségünk történelméhez a XVIII. században.